# Нагацука Кьоко
Нагацука Кьоко (нар. 22 лютого 1974) — колишня японська тенісистка.
Найвищу одиночну позицію світового рейтингу — 28 місце досягла 14 серпня 1995, парну — 31 місце — 19 червня 1995 року.
Здобула 2 парні титули.
Найвищим досягненням на турнірах Великого шолома було 4 коло в одиночному розряді.
Завершила кар'єру 1998 року.

## Фінали турнірів WTA

### Одиночний розряд: 3 (3 поразки)
| Результат | W/L | Дата | Турнір             | Покриття   | Суперниця        | Рахунок     |
| --------- | --- | ---- | ------------------ | ---------- | ---------------- | ----------- |
| Поразка   | 0–1 | 1994 | China Open (теніс) | Тверде (i) | Яюк Басукі       | 4–6, 2–6    |
| Поразка   | 0–2 | 1994 | Тайбей             | Тверде     | Ван Си-тін       | 1–6, 3–6    |
| Поразка   | 0–3 | 1995 | Puerto Rico Open   | Тверде     | Йоаннетта Крюгер | 6–7(5), 3–6 |

### Парний розряд: 5 (2–3)
| Результат | W/L | Дата | Турнір                                 | Покриття | Партнерка  | Суперниці                               | Рахунок       |
| --------- | --- | ---- | -------------------------------------- | -------- | ---------- | --------------------------------------- | ------------- |
| Поразка   | 0–1 | 1993 | Japan Open (теніс)                     | Тверде   | Лі Фан     | Їда Ей Кідовакі Мая                     | 2–6, 6–4, 4–6 |
| Поразка   | 0–2 | 1994 | Commonwealth Bank Tennis Classic, Bali | Тверде   | Ай Суґіяма | Басукі Яюк Романа Теджакусума           | w/o           |
| Перемога  | 1–2 | 1995 | Hobart International, Австралія        | Тверде   | Суґіяма Ай | Манон Боллеграф Лариса Савченко-Нейланд | 2–6, 6–4, 6–2 |
| Поразка   | 1–3 | 1995 | Japan Open                             | Тверде   | Суґіяма Ай | Юка Йосіда Міхо Саекі                   | 7–6, 4–6, 6–7 |
| Перемога  | 2–3 | 1996 | Hobart International, Австралія        | Тверде   | Басукі Яюк | Керрі-Енн Г'юз Пак Сон Хі               | 7–6, 6–3      |

## Фінали ITF
| Турніри $50,000 |
| Турніри $25,000 |
| Турніри $10,000 |

### Одиночний розряд: 2 (0–2)
| Результат | Ранг | Дата           | Турнір               | Покриття | Суперниця            | Рахунок       |
| --------- | ---- | -------------- | -------------------- | -------- | -------------------- | ------------- |
| Поразка   | 1.   | 1 березня 1992 | ITF Маямі, США       | Тверде   | Керолайн Кулмен      | 6–4, 2–6, 5–7 |
| Поразка   | 2.   | 5 жовтня 1997  | ITF Санта-Клара, США | Тверде   | Магдалена Гжибовська | 1–6, 5–7      |

### Парний розряд: 3 (1–2)
| Результат | Ранг | Дата            | Турнір              | Покриття | Партнерка     | Суперниці                   | Рахунок       |
| --------- | ---- | --------------- | ------------------- | -------- | ------------- | --------------------------- | ------------- |
| Перемога  | 1.   | 21 червня 1992  | ITF Milano, Італія  | Ґрунт    | Йокоборі Мікі | Лусіана Телла Андреа Віейра | 3–6, 6–1, 6–3 |
| Поразка   | 2.   | 12 червня 1994  | ITF Казерта, Італія | Ґрунт    | Мамі Доносіро | Флора Перфетті Віраг Чурго  | 1–6, 5–7      |
| Поразка   | 3.   | 16 березня 1998 | ITF Нода, Японія    | Тверде   | Обата Саорі   | Ісіда Кейко Наґатомі Кейко  | 6–3, 2–6, 3–6 |